# Helena Freseken
Helena Freseken († 21. März 1565 in Gehrden) war von 1534 bis zu ihrem Tod im Gehrdener Exil Äbtissin des Konvents des bereits 1527 aufgehobenen Klosters Kaufungen in Oberkaufungen in Nordhessen. 
Sie stammte aus dem in Neheim ansässigen Adelsgeschlecht Freseken und ist erstmals im Jahre 1531 urkundlich erwähnt, als die verbliebenen Mitglieder des Kaufunger Konvents – darunter die Äbtissin Alfradis von der Borch, die Priorin Elisabeth Hake und die Kellnerin Helena Freseken – 1531 endgültig aus dem von Landgraf Philipp I. aufgehobenen Kloster Kaufungen verwiesen wurden. Sie kehrten, unter Mitnahme des Klostersiegels, zurück ins Kloster Gehrden, aus dem sie im Jahre 1509 nach Kaufungen versetzt worden waren und wo sie weiterhin als eigenständiger Konvent bezeichnet und behandelt wurden.
Der Besitz des Klosters Kaufungen wurde 1532 von Landgraf Philipp der Hessischen Ritterschaft zur Versorgung weiblicher Angehöriger dieser adligen Korporation übergeben. Die vertriebenen Nonnen fanden sich damit nicht ab, sondern betrieben von Gehrden aus die Rücknahme dieser Maßnahmen. Nach dem Tod ihrer Äbtissin Alfradis am 27. April 1534 wurde Helena Freseken, die einst von Gehrden nach Kaufungen gegangen war, am 8. Juli 1534 im Kloster Gehrden zur Äbtissin des dort exilierten Konvents von Kaufungen gewählt. Sie erhob schon kurz nach ihrer Wahl Klage beim Reichskammergericht gegen Landgraf Philipp zwecks Rückgabe der Besitztümer und Rechte des Klosters Kaufungen. Kaiser Karl V. gebot dem Landgrafen im März 1537, ihnen ihr Kloster samt dessen Besitz zurückzugeben, was Philipp jedoch ablehnte. Stattdessen drohte er dem Hochstift Paderborn, sollte es die unbotsamen Nonnen von Kaufungen und Gehrden nicht zur Rechenschaft ziehen. Helena verließ daraufhin Gehrden mit unbekanntem Ziel im Mai 1537, um dem Kloster Unbill zu ersparen. Sie handelte jedoch weiterhin, als sei sie legitime Äbtissin von Kaufungen, und verfügte Belehnungen mit ehemals Kaufunger Besitz und Ämtern. Schreiben des Königs Ferdinand, des Kaisers Karl V., und des Oberrheinischen Reichskreises an die Äbtissin von Kaufungen, mehrheitlich mit der Aufforderung zur Zahlung der Türkensteuer oder zur Stellung von Truppen, gelangten nicht an sie, da Landgraf Philipp sie einbehielt. Erst 1540 wurde der Streit beendet, als Helena Freseken, Elisabeth Hake und die Kanonissin Iseke von der Becke ihren Verzicht auf die Fortführung des Prozesses gegen den Landgrafen erklärten. Erst danach war Helena wieder in Gehrden willkommen.
Helena Freseken starb am 21. März 1565. Eine Nachfolgerin als Äbtissin des Kaufunger Konvents wurde nicht mehr gewählt.